# August Deusser
August Deusser (né le 15 février 1870 à Cologne, mort le 28 octobre 1942 à Constance) est un peintre allemand.

## Biographie
Deusser étudie à l'académie des beaux-arts de Düsseldorf auprès de Peter Janssen. Avec Max Clarenbach, il fonde en 1909 la Sonderbund. Grâce à des expositions internationales à Düsseldorf (1909-1911) et Cologne (1912), cette association d'artistes modernes en Rhénanie se fait connaître. En 1917, il devient professeur à l'académie des beaux-arts de Düsseldorf. En 1932, il arrête son activité artistique.